# 弗拉基米尔·德米特里耶维奇·伊万诺夫
弗拉基米尔·德米特里耶维奇·伊万诺夫（俄语：Влади́мир Дми́триевич Ивано́в，1900年7月22日—1968年12月15日），是一名苏联大将。

## 生平
六年级文化程度。
1918年2月加入苏俄红军。1936年4月调入总参谋部。 1940年3月任副总参谋长，分管战勤工作，兼任总参装备计划与供给部部长。1940年4月6日改授少将军衔。1941年3月调任远东方面军第25集团军参谋长。1942年1月任远东方面军第15集团军代理司令员。1942年7月，任副总参谋长，负责作战计划与重大战役，多次赴斯大林格勒方面军与各集团军指导调研。1943年在西南方面军遭重伤。1943年4月30日晋升中将军衔。
1945年7月任外贝加尔方面军副司令，参加了对日作战。1945年8月22日任旅顺港司令。
1945年9月8日被任命为外贝加尔-阿穆尔军区第一副司令，晋升上将军衔。
1946年12月任副总参谋长，分管训练与科研。1947年5月调任外高加索军区副司令员。1950年毕业于伏罗希洛夫总参军事学院。1951年3月任列宁格勒军区参谋长。1954年5月任国土防空军列宁格勒防区司令员。1955年5月任国土防空军第一副总司令。1956年4月任国土防空军巴库防区司令员。1959年8月出任苏军副总参谋长。1960年5月26日任第一副总参谋长。1961年5月5日晋升大将军衔。1965年3月任总参军事学院院长。1968年4月退居二线，为国防部军事监察组成员。